# Протести українських шахтарів (2020)
Протести українських шахтарів 2020 року були стихійними та епізодичними загальнонаціональними мітингами та загальними страйками, організованими влітку-восени 2020 року під проводом шахтарів-страйкарів під землею.
Протестувальники виступали проти погіршення умов та вимагали пенсійних преференцій через складні умови праці, кращі умови праці та збільшення заробітної плати. Страйки шахтарів були б найбільшими в Україні з 1996 року, коли масовий страйковий рух вразив країну. Шахтарі та металурги протестували протягом 11 днів у липні 2020 року на заході та сході України, вимагаючи припинення імпорту вугілля з Росії та збільшення заробітної плати. Після 11 днів мирних маршів шахтарі припинили акції протесту, а вугільні операції відновились.
Восени 2020 року відбувся стихійний протестний рух, коли шахтарі розмахували національними прапорами та вимагали поліпшення умов та справ із підвищенням заробітної плати. Після 43 днів протестів шахтарі припинили страйк і призупинили свої вимоги.